# Vânători (okręg Vrancea)
Vânători – wieś w Rumunii, w okręgu Vrancea, w gminie Vânători. W 2011 roku liczyła 1200
mieszkańców.